# TVB 코리아
TVB 코리아는 홍콩의 최대 민영 방송사이자 모회사인 TVB의 한국 현지법인 케이블 TV채널이자 CMB의 자회사이다.
주요 장르는 주로 중국 드라마와 무협, 느와르, 아시아의 연예 오락 및 연예뉴스 등 각종 연예정보를 주요 장르로 편성되어 있었으나, 해당 채널은 2016년 6월 30일자로 송출이 종료되었다.

## 주요 프로그램
- 7일간의 로맨스(Romance for 7days, 7天的浪漫): 사랑에 실패한 한국의 톱스타와 홍콩의 사진작가가 서로에 대한 진실한 사랑을 찾아가는 이야기
- 화비화무비무(花非花雾非雾): 보육원에서 자란 '화심의 네 송이 꽃" 자매의 사랑과 우정
- 와거(蜗居): 중국 내 방송불가 판정을 받았던 서민의 실상을 적나라하게 그려낸 드라마
- 동화 2분의 1(童话二分之一): 일란성 쌍둥이 정환과 정우의 동화같은 사랑 이야기, 중국의 김태희 장균녕 주연
- 천기부-겨울 산의 잠들어 있는 용(Ghost Dragon of Cold Mountain, 寒山潛龍): 황제의 특별 조사시관 천기부, 그들의 숨겨진 재능
- 내 인생의 해뜰날(The day of days, 初五啟市錄): 태음월의 다섯번째 날짜에 벌어지는 사건
- 골드미스 구세주(Bounty Lady, My盛Lady): 골드미스, 부족한 것 없는 노처녀를 구원해 주는 구세주 향광남의 신명나는 스토리

## 같이 보기
- TVB
- CMB
- SBS
- EDUKIDS TV
- 디스커버리 코리아
- TLC 코리아
- TVA